# Kadłub (województwo łódzkie)
Kadłub – wieś w Polsce położona w województwie łódzkim, w powiecie wieluńskim, w gminie Wieluń. Leży w odległości 5 km od Wielunia przy drodze krajowej nr 45 do Kluczborka.
Wieś kapituły katedralnej gnieźnieńskiej w powiecie wieluńskim województwa sieradzkiego w końcu XVI wieku. W latach 1975–1998 miejscowość administracyjnie należała do województwa sieradzkiego.

## Części wsi
| SIMC    | Nazwa     | Rodzaj    |
| ------- | --------- | --------- |
| 0718045 | Pustkowie | część wsi |

## Historia
Pierwsze wzmianki o niej pochodzą z 1357 roku.

## Zabytki
Tuż przy szosie, obok współczesnego murowanego kościoła, kryty gontem drewniany kościół św. Andrzeja Ap. typu wieluńskiego, zbudowany zapewne w XVI w., przebudowany nieudolnie w 1948 roku. Wyposażenie wnętrza w stylu barokowym. Zachował się cenny zabytek ludwisarstwa – dzwon z XV w. z napisem w jęz. łacińskim.